# Estátua da Irmã Mary Jane Wilson, Santa Cruz
O conjunto escultórico de homenagem à Irmã Mary Jane Wilson, da autoria do escultor Luís Paixão, encontra-se no Jardim Municipal de Santa Cruz.
Este conjunto escultórico, de homenagem à Irmã Mary Jane Wilson, foi inaugurado em fevereiro de 2014. A Irmã Mary Jane Wilson (1840-1916) chegou à Madeira em 1881 como enfermeira de uma doente inglesa e fixou-se nessa altura no Funchal. Em 1884 fundou a Congregação das Irmãs Franciscanas de Nossa Senhora das Vitórias, tomando o nome de Irmã Maria de São Francisco.

## Irmã Mary Jane Wilson
Mary Jane Wilson, também conhecida como Irmã Maria de São Francisco foi uma religiosa inglesa, nascida a 3 de outubro de 1840 na Índia, fundadora da ordem religiosa das Irmãs de Nossa Senhora das Vitórias. Entre os madeirenses ficou conhecida como a “Boa Mãe”. Seu falecimento ocorreu a 18 de outubro de 1916 em Câmera de Lobos. Em 2013, foi “declarada Venerável pelo Papa Francisco.”
Mudou-se finalmente para a Madeira “a fim de cuidar de uma doente inglesa. Estabeleceu-se no Funchal, tendo vivido o resto de sua vida na ilha da Madeira, dedicando-se à catequese das crianças, aos doentes e à educação, e instituindo diversas obras a favor dos pobres.”
Criou a ordem religiosa das Irmãs Franciscanas de Nossa Senhora das Vitórias a 15 de janeiro de 1884, com a sua primeira colaboradora Amélia Amaro de Sá, também conhecida como Congregação das Irmãs Franciscanas de Nossa Senhora das Vitórias ou Congregação das Irmãs Vitorianas.
Em 1907, cuidou de pacientes durante uma epidemia de varíola que assolou a zona sul da Madeira, sendo por isso agraciada com a Ordem da Torre e Espada pelo rei D. Carlos. Com a revolução republicana de outubro de 1910 foi presa e expulsa para Inglaterra, regressando um ano depois. Morreu aos 76 anos no Convento de São Bernardino, em Câmara de Lobos, a 18 de Outubro de 1916.

## Descrição
Na escultura conseguimos ver a irmã Mary Jane Wilson sentada com três crianças, uma ao colo e uma em cada lado. Representa sua bondade e enorme compaixão pelas crianças, tendo sido uma das suas maiores ocupações enquanto viva.